# Чуприненко Степан Федорович
Степан Федорович Чуприне́нко (нар. 1 січня 1870, Нечаяне — серпень 1933, Благовєщенськ) — український художник, графік, ілюстратор книг, педагог.

## Біографія
Народився 1 січня 1870 року у селі Нечаяному (тепер Миколаївський район Миколаївської області) у селянській родині. У 1888—1893 роках навчався в малювальній школі Одеського товариства красних мистецтв у К. Костанді, О. Попова, Г. Ладиженського. У 1893 році вступив до Петербурзької академії мистецтв де навчався у І. Рєпіна. У 1900 році за картину «Збираються до походу» отримав звання художника «з правом на чин X класу при вступі на державну службу і з правом викладання малювання у навчальних закладах».
Після Жовтневої революції 1917 року, яку він зустрів у Петрограді, повернувся до України, у 1920-х роках жив на Миколаївщині, викладав малювання у школах. 1930 року був запрошений працювати до Благовєщенського художнього технікуму. Помер у серпні 1933 року у Благовєщенську.

## Твори
- «У похід збираються» (1906);
- «Через Ненаситецький поріг на Січ» (1910).